# Esztergomi Művészek Céhe
Az Esztergomi Művészek Céhe az Esztergomban élő, illetve a városhoz kötődő alkotóművészek, restaurátorok, művészettörténészek közössége.
A csoport 1991. szeptember 13-án alakult a helyi alkotók összefogására, megsegítésére. Alapító tagjai: Andráskó István, Barcsai Tibor, Furlán Ferenc, Kaposi Endre, Kollár György, Végvári I. János és Wieszt József festőművészek, Földes Vilmos, Szentessy László és Vertei József grafikusművészek, Kókay Krisztina grafikus- és textilművész, Morvay László grafikus- és tűzzománc művész, Bárdos Annamária keramikus, Székely Ildikó ötvösművész, Balla András, Mudrák Attila, Vass Kálmán fotográfusok, valamint Mucsi András művészettörténész.
A csoport évente legalább két egyesületi, közös tárlatot szervez a tagok számára: egyet Esztergomban az év végén, egyet pedig környékbeli vagy távolabbi kiállítóhelyeken: így például Párkányban, Szentendrén, Budapesten és Székesfehérvárott. Az egyesületet jelenleg festők, grafikusok, fotó- és iparművészek, restaurátorok, elméleti szakemberek alkotják, akik tevékeny és elkötelezett hívei Esztergom kulturális felvirágoztatásának.

## Kiállítások
- 1991: Esztergom, Szabadidő Központ (Bemutatkozó kiállítás)
- 1992: Esztergom, Sugár Galéria; Céh Galéria; Rondella Galéria; Szabadidő Központ (Jótékonysági kiállítás)
- 1993: Espoo (FIN); Esztergom, Duna Múzeum
- 1994: Esztergom, Rondella Galéria (Így láttuk Finnországot); Révkomárom (SK), Duna Menti Múzeum
- 1995: Esztergom-kertváros, Féja Géza Közösségi Ház
- 1996: Espoo (FIN); Esztergom, Európai Közép Galéria(jubileumi kiállítás katalógussal)
- 1997: Esztergom, Európai Közép Galéria
- 1998: Esztergom, Céh Galéria; Tata, Kuny Domokos Múzeum; Ács, Bartók Béla Művelődési Ház; Esztergom-kertváros, Féja Géza Közösségi Ház (Jótékonysági árveréssel); Esztergom, Európai Közép Galéria
- 1999: Győr, Xantus János Múzeum; Esztergom-kertváros, Féja Géza Közösségi Ház
- 2000: Visegrád, Mátyás király Művelődési Ház; Esztergom, Európai Közép Galéria
- 2001: Szentendre, Céh Galéria; Esztergom, Rondella Galéria (jubileumi kiállítás CD-ROM kiadvánnyal)
- 2002: Esztergom, Régi Megyeháza (Magyar Kultúra Napja); Céh Galéria (csoportos); Székesfehérvár, Barátság Háza; Esztergom, Európai Közép Galéria
- 2003: Esztergom, Régi Megyeháza (Magyar Kultúra Napja); Párkány (SK), Városi Galéria; Esztergom, Céh Galéria (csoportos kiállítás); Európai Közép Galéria,
- 2004: Esztergom, Régi Megyeháza (Magyar Kultúra Napja); Céh Galéria (csoportos); Európai Közép Galéria; Budapest,Nemzeti Színház (Komárom-Esztergom megye Bemutatkozik)
- 2005: Esztergom, Régi Megyeháza (Magyar Kultúra Napja); Szófia, Magyar Intézet; Esztergom, Céh Galéria (csoportos); Európai Közép Galéria,
- 2006: Esztergom, Céh Galéria (csoportos kiállítás); Európai Közép Galéria (jubileumi kiállítás katalógussal)
- 2007: Esztergom, Céh Galéria (Céh jubileumi kiállítás kamaratárlata); Bajor Ágost Művelődési Ház (Esztergomi polgárok a Babits szoborért jótékonysági árverés kiállítása); Párkány (SK), Városi Galéria; Pozsony, Pozsonyi Magyar Galéria; Esztergom, Európai Közép Galéria
- 2008: Esztergom, Sugár Galéria; Budapest, TIT Székház (Kossuth Klub); Esztergom, Európai Közép Galéria
- 2009: Révkomárom (SK), CSEMADOK Galéria; Lábatlan, Gerenday Közösségi Ház; Esztergom, Európai Közép Galéria
- 2010: Dorog, Dorogi Galéria; Esztergom, Európai Közép Galéria
- 2011: Esztergom, Balassa Bálint Gazdasági Szakközépiskola és Szakiskola (Jubileumi Tárlat és katalógus)
- 2012: Nyergesújfalu, Kernstok Galéria; Esztergom, Európai Közép Galéria
- 2013: Tatabánya, A Vértes Agorája;  Esztergom, Európai Közép Galéria
- 2014: Esztergom, Kis-Duna part (Comedium Corso Utcaszínház és Kortárs Művészeti Fesztivál); Kismaros,Művelődési Ház; Esztergom, Európai Közép Galéria
- 2015: Sárvár, Nádasdy vár, Galeria Arcis; Esztergom, Európai Közép Galéria
- 2016: Budapest, Bartók 1 Galéria; Esztergom, EKG (jubileumi kiállítás és katalógus)
- 2017: Esztergom, Európai Közép Galéria
- 2018: Esztergom, Szentgyörgymezői Olvasókör
- 2019: Temesvár, Galeria de arta Helios; Esztergom, Szentgyörgymezői Olvasókör

## Katalógusok
- Ötéves az Esztergomi Művészek Céhe 1991-1996. jubileumi katalógus. Esztergom, 1996.
- Esztergomi Művészek Céhe. Esztergom, 1997.
- Az Esztergomi Művész Céh jubileumi tárlata. Esztergom, 2001. (CD-ROM)
- 15 éves az Esztergomi Művészek Céhe. Esztergom, 2001.
- „Esztergomi Polgárok a Babits szoborért". 2007. május 4. Az Esztergomi Művészek Céhének jótékonysági árverése. Esztergom, 2007.
- Istvánffy Miklós: Húszéves az Esztergomi Művészek Céhe. Esztergom, 2011.
- Huszonöt éves az Esztergomi Művészek Céhe. Esztergom, 2016.